# Seksafera w Urzędzie Miasta w Olsztynie
Seksafera w Urzędzie Miasta w Olsztynie – afera zapoczątkowana 21 stycznia 2008 roku opublikowaniem w dzienniku Rzeczpospolita artykułu pt. Skandal w magistracie autorstwa Mariusza Kowalewskiego.
Autor artykułu oskarżył w nim prezydenta Olsztyna Czesława Małkowskiego o molestowanie seksualne urzędniczek w Urzędzie Miasta w Olsztynie, a także gwałt na jednej z nich.

## Przebieg

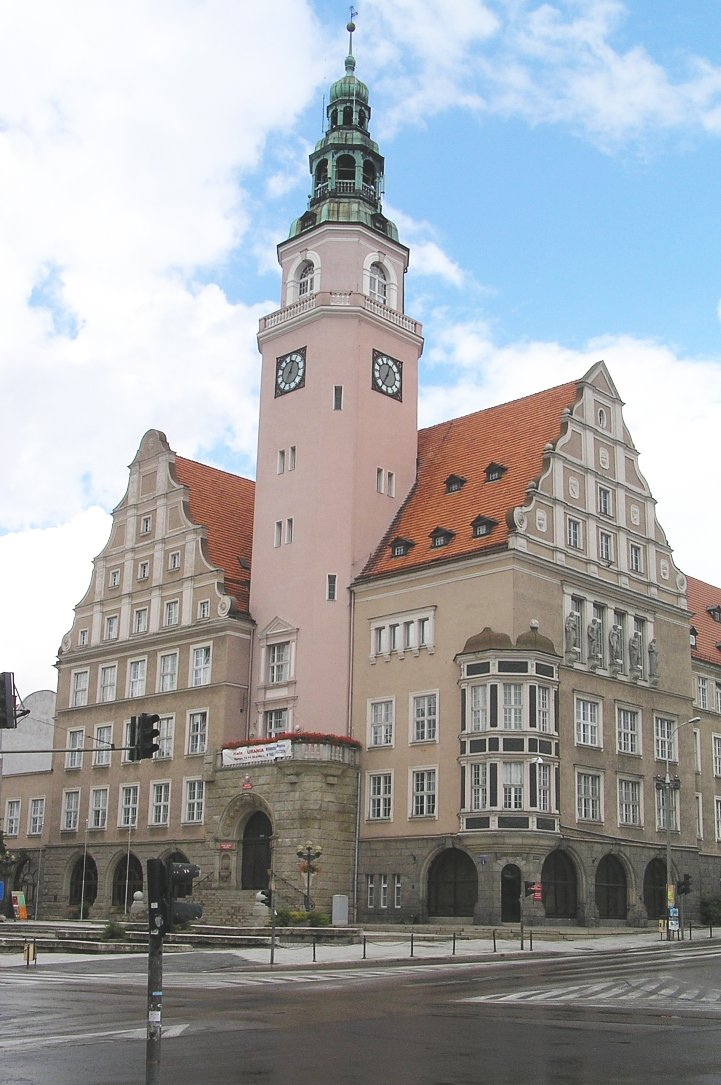
Olsztyński ratusz

- 21 stycznia 2008 – W dzienniku Rzeczpospolita pojawia się artykuł pt.Skandal w magistracie autorstwa Mariusza Kowalewskiego[1]. Tekst zawiera m.in. oskarżenia w stosunku do Czesława Jerzego Małkowskiego o molestowanie podległych mu urzędniczek, a także gwałt na jednej z nich[2]. Czesław Jerzy Małkowski podczas specjalnie zwołanej konferencji prasowej zaprzeczył jakimkolwiek zarzutom[3].
- 23 stycznia 2008 – Platforma Obywatelska zrywa koalicję w Radzie Miasta Olsztyn z klubem prezydenta Czesława Jerzego Małkowskiego „Po prostu Olsztyn”[4].
- 28 lutego 2008 – Czesław Jerzy Małkowski został zatrzymany na polecenie Prokuratury Okręgowej w Białymstoku, która prowadzi śledztwo w sprawie molestowania urzędniczek w Urzędzie Miasta w Olsztynie[5].
- 29 lutego 2008 – Prokuratura Okręgowa w Białymstoku postawiła zarzuty prezydentowi Czesławowi Jerzemu Małkowskiemu. Ich treść nie została tego dnia ujawniona[6].
- 1 marca 2008 – Sąd Rejonowy w Białymstoku negatywnie rozpatrzył wniosek miejscowej prokuratury o zastosowanie środka zapobiegawczego w postaci tymczasowego aresztowania wobec Czesława Jerzego Małkowskiego, który został zawieszony w czynnościach służbowych związanych z pełnieniem obowiązków prezydenta miasta Olsztyn[7]. Mecenas Marek Małecki, adwokat Czesława Jerzego Małkowskiego, ujawnił, że prokuratura zarzuciła prezydentowi Olsztyna gwałt oraz wykorzystanie zależności służbowej. Nie poinformował jednak o ilości i szczegółach zarzutów[8].
- 4 marca 2008 – Prokuratura Okręgowa w Białymstoku złożyła zażalenie na odmowę zastosowania środka zapobiegawczego w postaci tymczasowego aresztowania Czesława Jerzego Małkowskiego[9].
- 12 marca 2008 – Dziennik Rzeczpospolita poinformował, iż sprawą Czesława Jerzego Małkowskiego zajmie się sejmowa komisja sprawiedliwości i praw człowieka. Chodzi m.in. o umorzenie osiemnastu postępowań prowadzonych wcześniej przez Prokuraturę Okręgową w Olsztynie[10].
- 14 marca 2008 – Czesław Jerzy Małkowski został ponownie zatrzymany przez policję na skutek decyzji Sądu Okręgowego w Białymstoku o zastosowaniu środka zapobiegawczego w postaci tymczasowego aresztowania na okres trzech miesięcy wobec podejrzanego. Decyzja ta była wynikiem rozpatrzenia zażalenia miejscowej prokuratury na decyzję Sądu Rejonowego w Białymstoku, który 1 marca odmówił zastosowania środka zapobiegawczego w postaci tymczasowego aresztowania wobec Czesława Jerzego Małkowskiego[11].
- 7 kwietnia 2008 – Dziennik Rzeczpospolita poinformował, iż Czesław Jerzy Małkowski przyznał się do intymnych stosunków z kobietą, która oskarżyła go o gwałt. Stwierdził jednak, iż wszystko odbywało się za obopólną zgodą[12].
- 11 kwietnia 2008 – Związany z Czesławem Jerzym Małkowskim klub olsztyńskich radnych Po prostu Olsztyn przestał istnieć na skutek wystąpienia z niego trzech z czterech członków. Do 23 stycznia klub ten tworzył koalicję wspólnie z radnymi Platformy Obywatelskiej[13].
- 23 kwietnia 2008 – Rada Miasta Olsztyn nie udzieliła prezydentowi Czesławowi Jerzemu Małkowskiemu absolutorium za wykonanie budżetu za rok 2007. Zgodnie z przepisami samorządowymi, brak absolutorium umożliwia radzie miasta podjęcie uchwały w sprawie referendum gminnego w sprawie odwołania prezydenta miasta[14].
- 9 czerwca 2008 – Sąd Rejonowy w Olsztynie przedłużył środek zapobiegawczy w postaci tymczasowego aresztowania wobec Czesława Jerzego Małkowskiego o kolejne trzy miesiące[15].
- 26 czerwca 2008 – Prokurator Krajowy Marek Staszak uznał, iż zarzuty w sprawach gospodarczych postawione w kwietniu przez Prokuraturę Okręgową w Łomży zostały postawione przedwcześnie. Skrytykował także konstrukcję zarzutów[16].
- 19 lipca 2008 – Dziennik Rzeczpospolita podał, iż badanie materiału genetycznego pobranego w kwietniu 2007 roku przez ginekologa od kobiety, która oskarżyła prezydenta Olsztyna o gwałt, wykazało, iż DNA nasienia jest identyczne z DNA Czesława Jerzego Małkowskiego[17].
- 29 lipca 2008 – Olsztyńscy działacze Prawa i Sprawiedliwości podjęli decyzję o rozpoczęciu inicjatywy zbierania podpisów pod obywatelskim wnioskiem o referendum gminne w sprawie odwołania prezydenta Olsztyna[18].
- 13 sierpnia 2008 – Komisja rewizyjna Rady Miasta Olsztyn wydała pozytywną opinię o projekcie uchwały w sprawie przeprowadzenia referendum gminnego w sprawie odwołania Czesława Jerzego Małkowskiego z funkcji prezydenta Olsztyna[19].
- 26 sierpnia 2008 – Rada Miasta Olsztyn podjęła uchwałę o przeprowadzeniu referendum gminnego w sprawie odwołania  prezydenta Olsztyna[20].
- 10 września 2008 – Sąd Rejonowy w Olsztynie przedłużył na wniosek Prokuratury Okręgowej w Białymstoku okres tymczasowego aresztowania prezydenta Czesława Jerzego Małkowskiego o kolejne dwa miesiące[21].
- 26 września 2008 – W efekcie pozytywnego rozpatrzenia zażalenia obrońców oraz uchylenia środka zapobiegawczego w postaci tymczasowego aresztowania przez Sąd Okręgowy w Olsztynie, Czesław Jerzy Małkowski wyszedł na wolność[22].
- 16 listopada 2008 – W wyniku referendum gminnego Czesław Jerzy Małkowski został odwołany z funkcji prezydenta Olsztyna[23].
- 20 listopada 2008 – Na skutek ukazania się wyników referendum w Dzienniku Urzędowym Województwa Warmińsko-Mazurskiego Czesław Jerzy Małkowski formalnie stracił fotel prezydenta Olsztyna[24].
- 21 listopada 2008 – Premier Donald Tusk wyznaczył na stanowisko komisarza pełniącego obowiązki prezydenta miasta Olsztyn Tomasza Głażewskiego, dotychczasowego zastępcę prezydenta Czesława Jerzego Małkowskiego. Tomasz Głażewski pozostanie na tym stanowisku do czasu wyboru nowego prezydenta[25].
- 19 grudnia 2008 – Premier Donald Tusk wydał rozporządzenie ustalające datę przedterminowych wyborów prezydenta Olsztyna na 15 lutego 2009[26].
- 15 lutego 2009 – W I turze przedterminowych wyborów prezydenta Olsztyna zwyciężył Piotr Grzymowicz[27]. W związku z tym, iż nie uzyskał on jednak wymaganej do zwycięstwa liczby głosów, ustalono iż ponowne głosowanie odbędzie się 1 marca 2009 roku[28].
- 1 marca 2009 – W II turze przedterminowych wyborów prezydenta Olsztyna zwyciężył Piotr Grzymowicz, zdobywając ponad 60% głosów[29].
- 13 grudnia 2019 - Sąd Okręgowy w Olsztynie podtrzymał wyrok Sądu Rejonowego, który uznał Czesława Jerzego Małkowskiego niewinnym wszystkich zarzutów.